# Шепетівська рівнина
Шепеті́вська рівни́на (інша назва — Ганнопільське плато) — крайня східна і найнижча частина Волинської височини. Розташована на півночі та північному сході Хмельницької області (в межах Шепетівського району). На самій півночі незначна частина рівнини заходить у Рівненський район Рівненської області.

## Рельєф рівнини
Рівнина відзначається дещо нижчими абсолютними висотами (в середньому 220—240 м) у порівнянні з Гощанським плато, відсутністю балок і ярів та наявністю закріплених лісом дюн — гребенів. Горинь та її притоки мають широкі й неглибокі долини. У зв'язку з переважно плоскою поверхнею Шепетівську рівнину часом називають Ганнопільським плато. 
У південній частині Шепетівська рівнина впирається в уступ Північноподільської (Горинь-Слуцької) височини. На заході та півночі плавно переходить в Гощанське плато. На сході обмежується річкою Корчик. 
На рівнині поширені орні землі, також збереглися значні лісові масиви.